# Музей Віри Мухіної (Феодосія)
Музей Віри Гнатівни Мухіної у Феодосії розповідає як про дитинство і юність (1891—1904), так і про творчість скульптора Віри Мухіної, експонує оригінальні твори та знайомить із тогочасним політичним і культурним життям країни.

## Історія
Народний музей скульптора Віри Мухіної, або музейний комплекс «Дитяча мариністична галерея, музей скульптора Віри Мухіної» створений 12 квітня 1985 на місці будинку сім'ї Мухіних (Феодосія, вулиця Федька, № 1). У головний фасад музейного комплексу вдало вписана стіна будинку, що збереглася, де жила Мухіна Віра Гнатівна. Під час будівництва наприкінці XX сторіччя житлового та адміністративного будинків на місці колишнього будинку Мухіних було прийняте рішення залишити фасадну стіну історичної будівлі. У музеї відтворені меморіальна кімната Мухіної В. Г. зі справжніми меблями і фрагмент творчої майстерні скульптора.

## Експозиція
Основну частину колекції музею становлять експонати першої половини XX століття.

### Скульптура
Гордістю музею є макет скульптурної композиції «Робітник і колгоспниця», презентованої в Парижі на Всесвітній виставці 1937 року. Ця композиція була в основі радянського павільйону виставки.

## Галерея

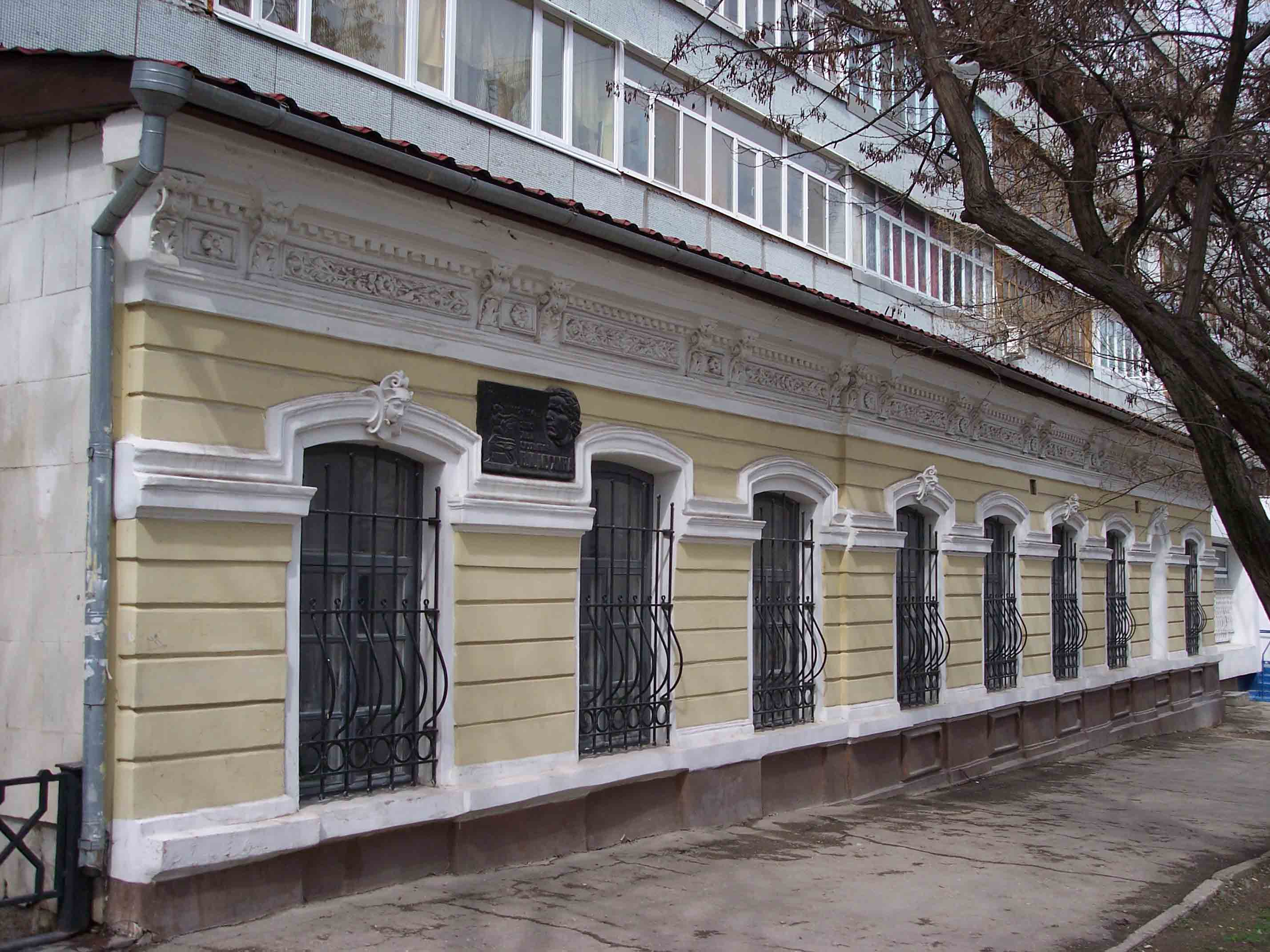
Фасадна стіна будинку Мухіних, Феодосія, Крим.
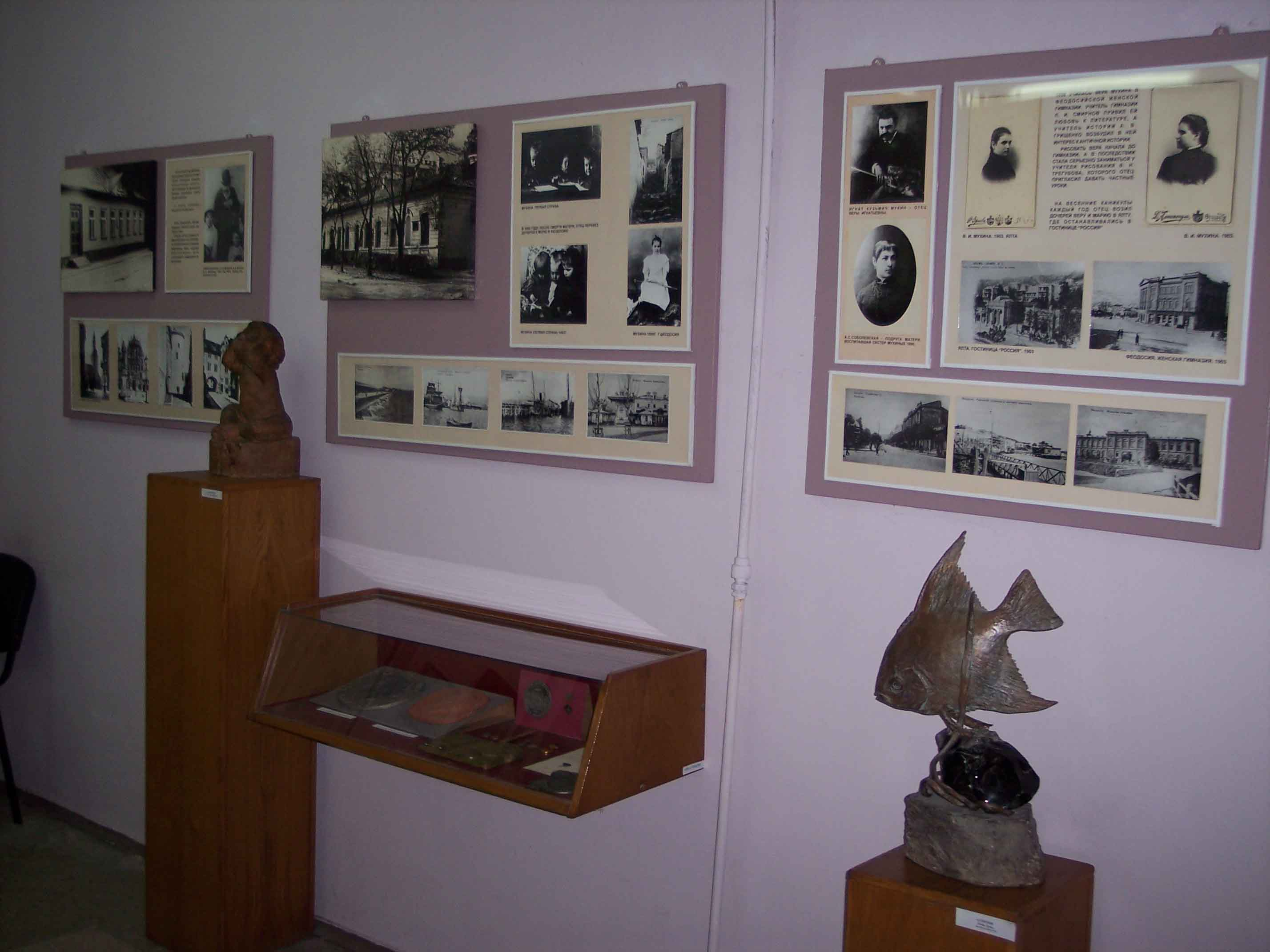
Музей скульптора В.Мухіної, фрагмент експозиції 01, Феодосія, Крим.
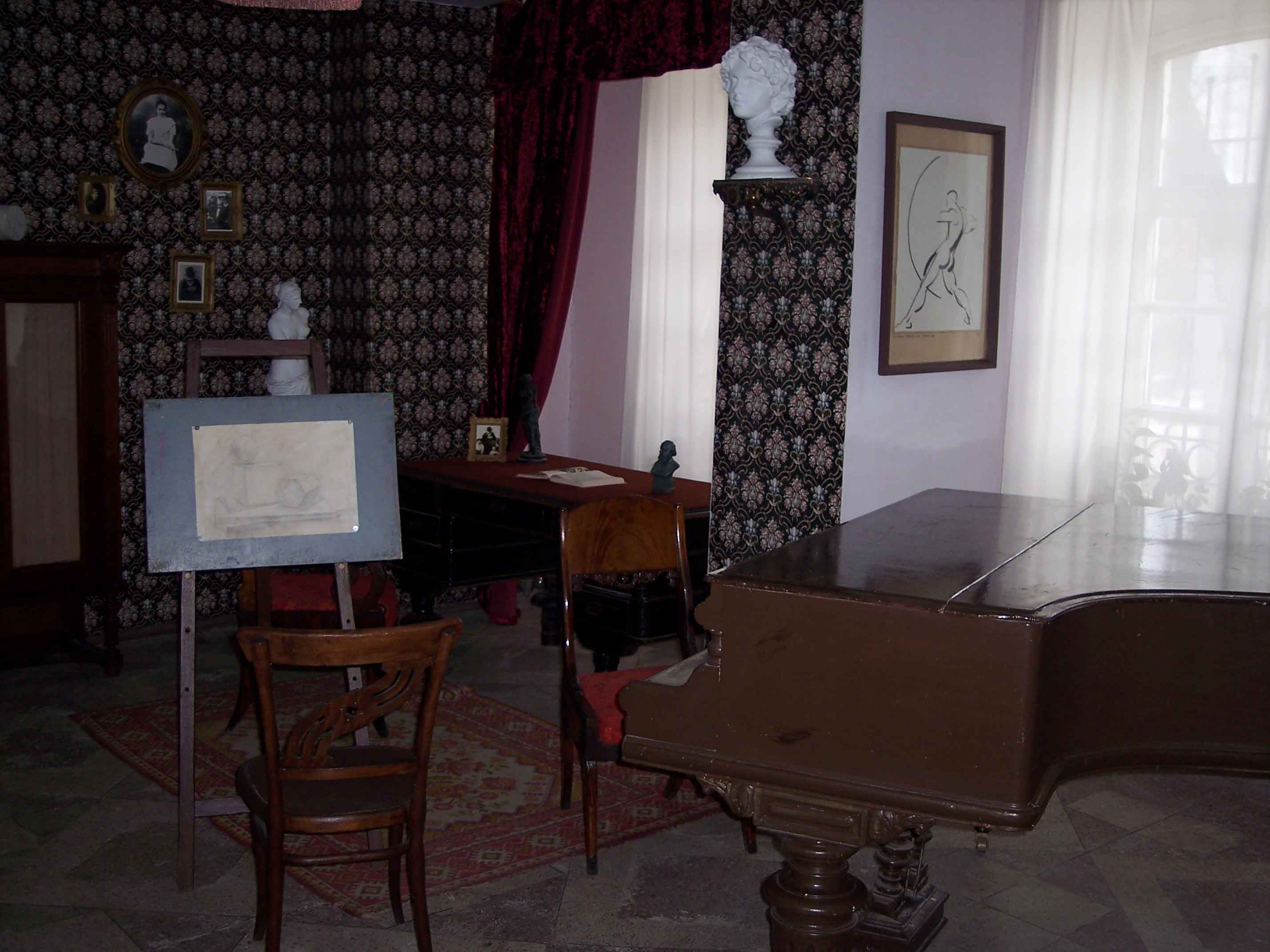
Музей скульптора В.Мухіної, фрагмент експозиції 02, Феодосія, Крим.
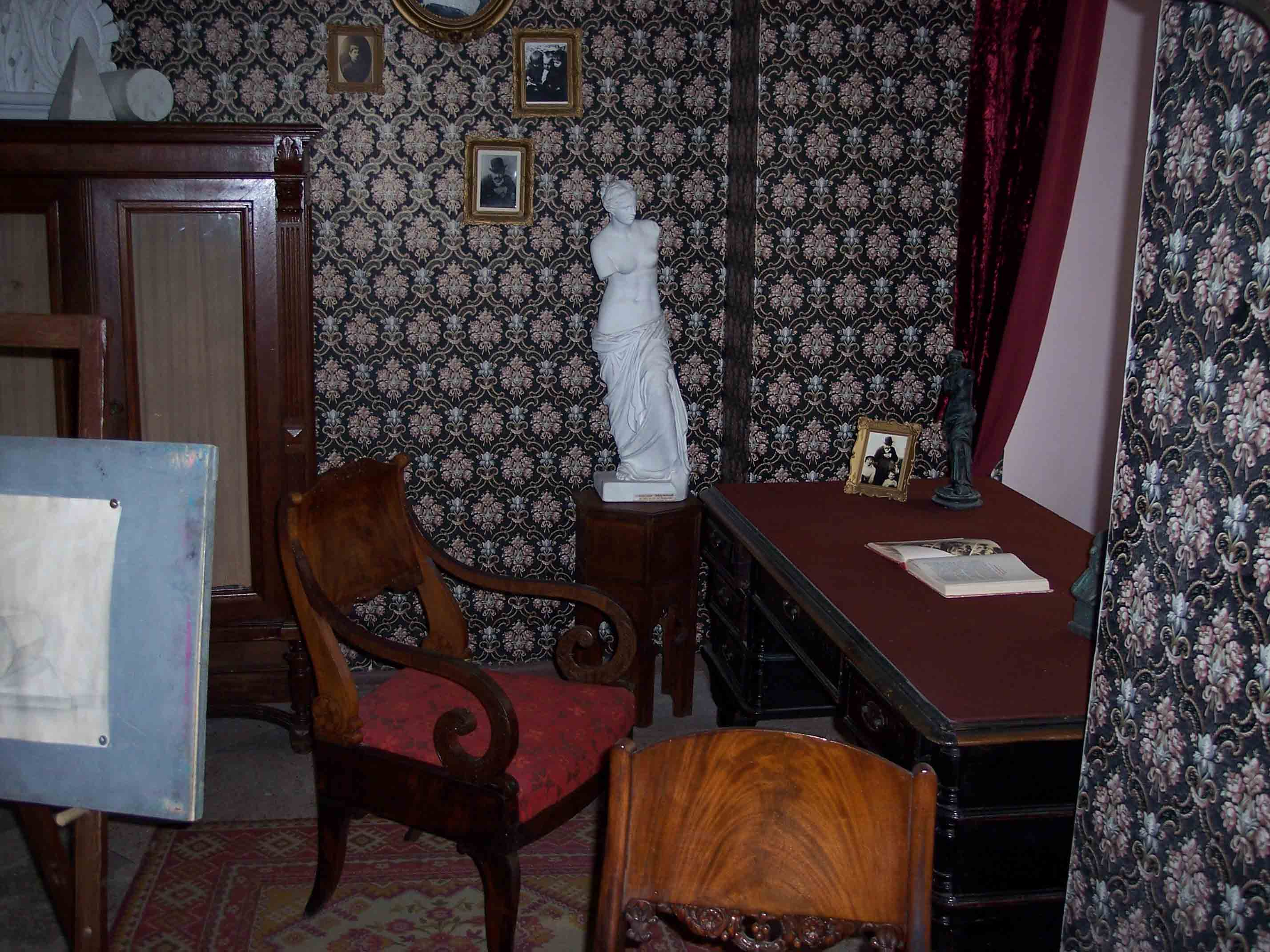
Музей скульптора В.Мухіної, фрагмент експозиції 03, Феодосія, Крим.
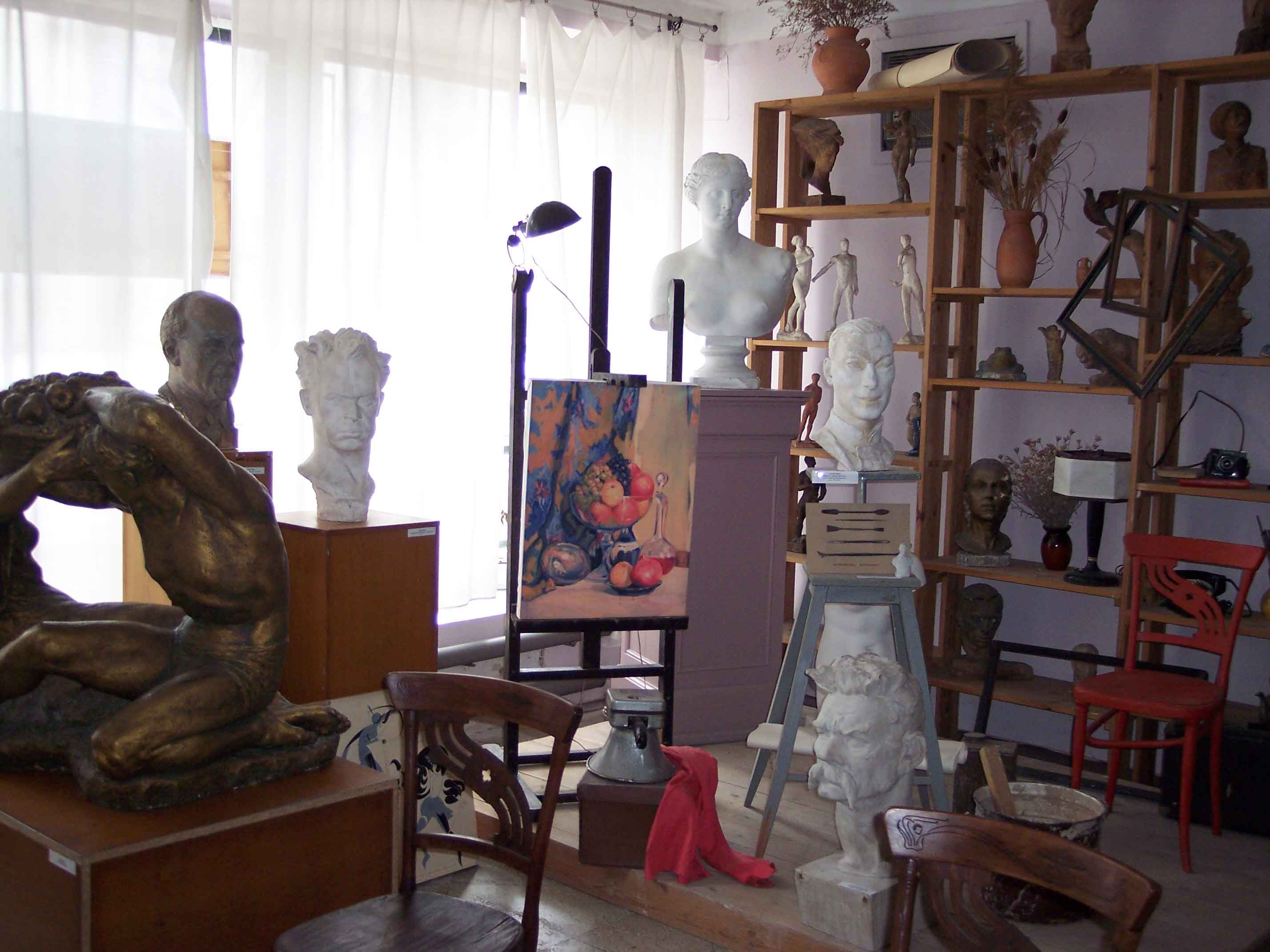
Музей скульптора В.Мухіної, фрагмент експозиції 04, Феодосія, Крим.
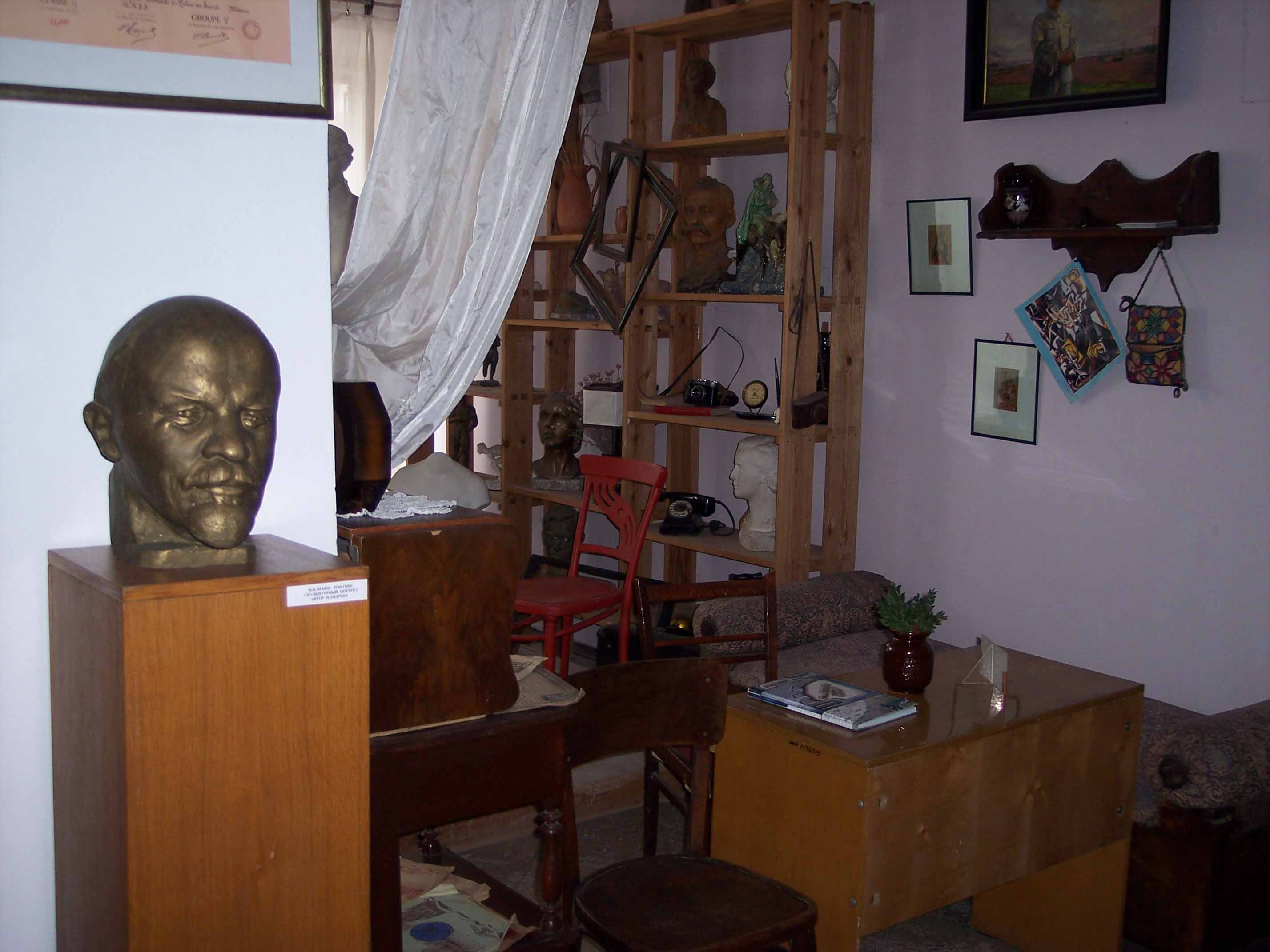
Музей скульптора В.Мухіної, фрагмент експозиції 05, Феодосія, Крим.